# ドミニク・ミラー (ギタリスト)
ドミニク・ミラー（Dominic Miller、1960年3月21日 - ）は、アルゼンチン出身のギタリスト。現在はロンドンに在住。

## 来歴
1960年、ブエノスアイレス生まれ。父はアメリカ人、母はアイルランド人。10歳までアルゼンチンで過ごし、後にアメリカ合衆国ウィスコンシン州、イギリス・ロンドンへ移住した。音楽一家だったこともあり11歳頃からギターを習い始め、個人的にセバスチャン・タバジョスに師事しつつボストンのバークレー音楽学校で学び、ロンドンではギルドホール音楽学校にも通った。　　
1980年代にはカール・ワリンジャーのバンド「World Party」の一員として公演やレコーディングに参加。以後、キング・スワンプのメンバーを経てフィル・コリンズのアルバム『バット・シリアスリー』のセッションに参加した。1990年以後はサポート・ギタリストとしてスティングのレコーディング及び、ツアーのほとんどに参加している。
ソロ・アーチストとしても活動しており、1995年にアルバム『First Touch』発売以来、精力的なアルバム制作や公演もこなしている。2003年発売のアルバム『スムース・ギター〜シェイプス』は、バッハやベートーヴェン、エルガーおよびアルビノーニといったクラシックの要素をふんだんに取り入れた意欲作で、2004年3月に改訂して再発売され世界中で100,000枚を超えるヒットとなった。
ミラーのアルビノーニ「アダージョ ト短調」(Adagio in G minor)についての解釈は、スウェーデンの新古典主義ギター奏者イングヴェイ・マルムスティーンと並び、現代最も普遍的な解釈を構成するひとつとなっている。このテーマは、メル・ギブソン主演の1981年の映画『ガリポリ』にも反映されている。
2006年、アルバム『第四の壁』を発表。以降も精力的に活動を続けている。

## ディスコグラフィ

### リーダー・アルバム
- The Latin/Jazz Guitars of Dominic Miller and Dylan Fowler (1984年、Music Factory)
- Music by David Heath & Dominic Miller (1985年、Grapevine)
- First Touch (1995年、EarthBeat!)
- Second Nature (1999年、Rutis/BMG)
- New Dawn (2012年、Naim) ※with ニール・ステーシー
- 『スムース・ギター〜シェイプス』 - Shapes (2004年、Decca)
- Third World (2005年、Alula)
- 『第四の壁』 - Fourth Wall (2006年、Q-Rious)
- 『ハートビーツ〜ベスト・オブ・ドミニク・ミラー』 - Heartbeats (The Compilation) (2006年、WHD Entertainment) ※コンピレーション
- In a Dream (2008年、Point of Light) ※with ピーター・ケイター
- November (2010年、Q-Rious)
- 5th House (2012年、Q-Rious)
- Ad Hoc (2014年、Q-Rious)
- Hecho en Cuba (2016年、Q-Rious) ※with マノリート・シモネ
- 『サイレント・ライト』 - Silent Light (2017年、ECM)
- 『アブサン』 - Absinthe (2019年、ECM)
- 『ヴァガボンド』 - Vagabond (2023年、ECM)

### 参加アルバム
クリス・ボッティ
- 『ナイト・セッションズ』 - Night Sessions (2001年)
- 『ホェン・アイ・フォール・イン・ラヴ』 - When I Fall in Love (2004年)

ジュリア・フォーダム
- 『ポースレイン』 - Porcelain (1989年) ※旧邦題『微笑 (ほほえみ)にふれて』
- 『哀しみの色彩 (いろ)』 - Swept (1991年)
- 『明日 (あした)を夢見て』 - Falling Forward (1994年)

ヴラド・ゲオルギエヴ
- Do svitanja (2007年)
- Daljina (2013年)

キング・スワンプ
- 『キング・スワンプ』 - King Swamp (1989年)
- 『ワイズブラッド』 - Wiseblood (1990年)

レベル42
- 『ステアリング・アット・ザ・サン』 - Staring At The Sun (1988年)
- 『ギャランティード』 - Guaranteed (1991年)

エディ・リーダー
- 『エディ・リーダー』 - Mirmama (1992年)
- 『キャンディフロス・アンド・メディスィン』 - Candyfloss and Medicine (1996年)

ソラヤ
- 『ウォール・オブ・スマイルズ』 - Torre De Marfil (1997年)
- Cuerpo y Alma (2000年)

スティング
- 『ソウル・ケージ』 - The Soul Cages (1991年)
- 『テン・サマナーズ・テイルズ』 - Ten Summoner's Tales (1993年)
- 『デモリション・マン』 - Demolition Man (1993年) ※EP
- 『マーキュリー・フォーリング』 - Mercury Falling (1996年)
- 『ブラン・ニュー・デイ』 - Brand New Day (1999年)
- 『…オール・ディス・タイム』 - All This Time (2001年) ※ライブ
- 『セイクレッド・ラヴ』 - Sacred Love (2003年)
- 『ラビリンス』 - Songs from the Labyrinth (2006年)
- 『ウィンターズ・ナイト』 - If on a Winter's Night... (2009年)
- 『シンフォニシティ』 - Symphonicities (2010年)
- 『ライヴ・イン・ベルリン』 - Live in Berlin (2011年) ※ライブ
- 『ザ・ラスト・シップ』 - The Last Ship (2013年)
- 『ニューヨーク9番街57丁目』 - 57th & 9th (2016年)
- 『マイ・ソングス』 - My Songs (2019年)
- 『ザ・ブリッジ』 - The Bridge (2021年)

ウィリアム・トプリー
- Black River (1997年)
- Mixed Blessing (1998年)
- Spanish Wells (1999年)
- Sea Fever (2005年)

その他
- バックストリート・ボーイズ : 『ミレニアム』 - Millennium (2000年)
- ボーイゾーン : 『ホェア・ウィ・ビロング』 - Where We Belong (1998年)
- ベス・ニールセン・チャップマン : 『サンド・アンド・ウォーター』 - Sand and Water (1997年)
- ザ・チーフタンズ : 『ロング・ブラック・ヴェイル』 - The Long Black Veil (1995年)
- ヴィニー・カリウタ : 『VINNIE COLAIUTA』 - Vinnie Colaiuta (1994年)
- フィル・コリンズ : 『バット・シリアスリー』 - ...But Seriously (1989年)
- ビヴァリー・クレイヴェン : Mixed Emotions (1999年)
- ギャビン・デバイア : Tieru (2002年)
- ブロッサム・ディアリー : 『ブロッサムズ・プラネット』 - Blossom's Planet (2000年)
- マヌ・ディバンゴ : 『ワカフリカ』 - Wakafrika (1994年)
- レスリー・ギャレット : The Singer (2003年)
- マーク・ホリス : Mark Hollis (1998年)
- マヌ・カチェ : 『イッツ・アバウト・タイム』 - It's About Time (1992年)
- ローナン・キーティング : 『ローナン』 - Ronan (2000年)
- デヴィッド・ランツ : East of the Moon (2000年)
- マルク・ラヴォワーヌ : Marc Lavoine (2001年)
- アレハンドロ・レルネル : Si Quieres Saber Quien Soy (2000年)
- マイク・リンダップ : 『チェンジズ』 - Changes (1990年)
- チャック・ローブ : Simple Things (1994年)
- カミ・ライル : 『ブルー・シンデレラ』 - Blue Cinderella (1997年)
- マンゴ : Come l'acqua (1996年)
- ケイティ・メルア : The House (2010年)
- 宮沢和史 : 『Sixteenth Moon』 (1998年)
- ウェンディ・モートン : 『ライフ』 - Life's What You Make It (1996年)
- ユッスー・ンドゥール : 『ジョコ』 - Joko (2000年)
- ジミー・ネイル : Crocodile Shoes II (1996年)
- カジャ・ニン : ...Ya (2000年)
- ノヴェチェント : Surrender (2009年)
- トレインチャ・オーステルハウス : Trijntje Oosterhuis (2003年)
- プリンセス・エリカ : 『タン・キリ・オラ』 - Tant Qu'il Y Aura (1999年)
- ダニー・パラダイス : River Of The Soul (2000年)
- プリテンダーズ : 『パックト!』 - Packed! (1990年)
- A・R・ラフマーン : Vande Mataram (1997年)
- コナー・リーヴス : 『アースバウンド』 - Earthbound (2004年)
- キム・リッチー : Glimmer (1999年)
- エリック・スター : She (2016年)
- ジョン・テッシュ : Guitar by the Fire (1998年)
- ティナ・ターナー : 『どこまでも果てしなき野性の夢』 - Wildest Dreams (1996年)
- ワールド・パーティー : 『BANG!』 - Bang! (1993年)
- ウォルター・レイ : Foxgloves & Steel Strings (1993年)
- リチャード・ライト : 『ブロークン・チャイナ』 - Broken China (1996年)
- ポール・ヤング : 『アザー・ヴォイセズ』 - Other Voices (1990年)